# 孤獨死
孤獨死（日语：孤独死）是指獨居者在自家過世後，由於鮮少與外界和家人互動，經過一段時間才被發現的事件。又稱作「獨居死」或「無緣死」，在日本行政機關習慣稱爲「孤立死」，在日本警察死因紀錄中通常被標示為「非正常死亡」（日语：変死）。日本自二十世紀七十年代開始就有記錄孤獨死的事件，并且有展開全國性的調查和研究。
二十一世紀，日本由於人口老化、少子化、離婚率高、鄰里關係疏離、家庭結構改變等因素，陷入無緣社會的境況，獨居老人孤獨死的事件不斷上升，并且已經成爲一個社會問題，厚生省自2008年在各地推行「孤立死防止推進事業」以圖控制這個情況的蔓延。

## 統計
目前日本政府并沒有就孤獨死下定義，也沒有進行全國性的調查，各地就孤獨死定義各有不同。孤獨死（孤立死）雖然在整個年齡層都會發生，但是在日本政府文件中，這個描述通常只出現在老齡化議題的相關報告中。
日本民間組織2011年的調查報告中以東京都區部2009年的孤獨死占人口比例，推算出全國有二萬六千個孤獨死事件。
日本政府的《平成30年版高齢社会白書》列出的東京23區65歲以上獨居在家中過世的人數歷年上升。2016年的記錄有3179人，相比10年前上升了六成。東京都監察医務院2017年的記錄有3333人，比往年增加了4.8%。2017年全年齡層的獨居過世人數為6444人，65歲以上老人為4431人，占全體68%。其中65歲以上老人中以男性為多數，有62%。
日本讀賣新聞根據2016年19道縣與東京23區孤獨死數據一萬七千人來推算全國47都道府縣數量最少為四萬六千人。
其中同屬儒家文化圈的韓國由於韓國老人自殺率非常高，加上當地人口老化問題，孤獨死事件也很多。根據韓國法律的定義，孤獨死是指一人獨自生活並與親戚斷絕來往，因自殺或疾病死亡，且在一段時候後才發現的死亡案件根據大韓民國保健福祉部統計，2013年全國孤獨死死亡人數為1280位，2017年為2010位，升幅有57%。2021年韓國政府公佈《孤独死亡预防与管理法》，計劃每五年更新，以應對國內漸多的孤獨死事件。

## 孤獨死徵兆
孤獨死多出現在城市中人口高度老齡化的社區，人口密度低的郊區和農村。地震災區由於社會結構破壞，也是高發地區。孤獨死事件一般具有以下特徵：
- 獨居長者，單身
- 沒有親戚，在社區沒有交際活動
- 已經退休或者失業，沒有工作
- 患有慢性疾病
- 長期未盡國民應盡義務(納稅、服兵役、國民教育)
- 刑事犯罪受害者

## 死因
孤獨死的死因一般為急性疾病，如中風、腦出血等等，或一些嚴重的家居意外，獨居老人無法獲得及時的救助，也可能因此而過世。
在大型災害，如地震之後，部分老人缺乏看護和支援，加上家人失散或者遇難，安置之後可能會出現孤獨死的情況，如東日本大震災之後，臨時住處過避難生活的老人孤獨死事件不斷增加。
自殺也是死因之一。

## 相關影視作品
- 2011年英國電影《生活的夢想》講述倫敦單身女性喬伊斯·文森特在死後三年才被發現的故事。
- 2012年紀錄片《無人知曉的死亡》（Chronique d'une mort oubliée）講述一個瑞士老人在家中死去，兩年半後才被發現[14]。
- 2015年日本廣播協會紀錄片《孤獨死》[15]。
- 2016年新傳媒U頻道紀錄片《边缘人》（Here But Forgotten）的第二集，講述日本孤獨死事件。
- 2017年亞洲新聞台紀錄片《老年公寓清洁队》（UNDERCOVER ASIA: LONELY DEATHS）（YouTube上的）講述在日本專門清理獨居老人死亡現場的清潔公司。
- 2020年7月首播的中國紀錄片《無人知曉》講述媒體人何潤峰在日本特殊清掃公司實習時的故事。

## 關聯條目
- 無緣社會
- 下流老人
- 蟄居
- 尼特族
- 遺物整理士
- 無緣佛
- 自我忽視
- 韓國自殺現象
- 日本自殺現象

## 備注
1. ↑  數據為高齡者（65歲以上）在家死後兩日沒有被發現。
2. ↑  過世地點包括自家，醫院，看護所等。
3. ↑  家中過世，無人發現。
4. ↑  部分學者，如結城康博認爲在家自殺個案，不歸類為孤獨死事件。

## 外部網站
- 日本廣播協會今日焦點節目：孤獨死（页面存档备份，存于）